# 勇者伝説ブレイブガム
勇者伝説ブレイブガム（ゆうしゃでんせつブレイブガム）はカバヤ食品から発売された玩具菓子（食玩）。2010年代になってからの商品だが、1990年代に放映されていた「勇者シリーズ」と呼ばれるテレビアニメシリーズを題材としている。対象年齢は6歳以上。

## 商品
2012年に第1弾3種、2013年に第2弾3種、2014年に第3弾3種が発売された。また、2015年にグレート合体セット3種が発売。価格は第1弾と第2弾は税別300円、第3弾は税別380円、グレート合体セットは税別700円。
組み立て説明書は箱の内側に印刷されており、入っているのはチューインガム1枚とロボットのプラキット1体分（ABS樹脂製）。作中のギミックの再現で、小型のロボットが乗り物と合体したり、複数のロボットが合体したりすることでより大きな1体のロボットを構成する。カバヤは各作品の放映当時も同様の「ガム1枚+ロボットのプラキット1体」という構成の食玩を出していたが、復刻商品ではなく作り起こしである。
玩具自体はシリーズ通して製品の完成度は高く、モデルとしての精巧さも備えている一方で、複雑な合体をこなす関係上接続部の脆さが生じている製品も少なくない。また、ビークル形態が車両のロボットが多いのにもかかわらず車輪が回るモデルは一つもない。なお、当時のオリジナルスポンサーメーカーからの勇者シリーズ製品は2010年代に入ってからは本作のみとなっている。
トランスフォーマーガム同様にグレート合体形態は各弾においてシークレット扱いとなっており、第3弾以降の合体形態はカバヤのFacebookページで確認できる。これは当時のように原作のテレビアニメが放送しておらず、たんに商品の売り上げのみで次弾の発売の合否を決定しており、現在では子供の認知度が低い作品も多く、人気と売り上げ次第では次弾の発売自体をいつでも打ち切れるという態勢をとっているため。

### 第1弾
2012年9月発売。ST番号49 01550 43549 5。
- キングエクスカイザー（勇者エクスカイザー、放映期間1990年2月3日 - 1991年1月26日）
  - 旧玩具及びマスターピース同様、トレーラーモードを再現可能。
- ジェイデッカー（勇者警察ジェイデッカー、放映期間1994年2月5日 - 1995年1月28日）
  - ジェイローダーへのデッカード収納ギミックと、電磁警棒がオミットされている。
- ガオガイガー（勇者王ガオガイガー、放映期間1997年2月1日 - 1998年1月31日）
  - 一部差し換えでガイガーもギャレオンに変形可能ではあるが、ガイガーへのドリルガオー＆ステルスガオー装着ギミックはオミットされている。また、ライナーガオーの合体が設定と異なる。

### 第2弾
2013年10月発売。ST番号49 01550 43623 2。
- マイトガイン（勇者特急マイトガイン、放映期間1993年1月30日 - 1994年1月22日）
  - ロコモライザーへのガイン＆マイトウイング収納ギミックはオミットされている。また、頭部と上半身の変形が旧玩具と異なる（タカラのDX玩具では頭部は引き出し、上半身の変形は車体を斜めにひねる方式だった）。
- ドラゴンカイザー（勇者エクスカイザー）
  - 第1弾とは別に非変形のエクスカイザーが付属（第1弾も収納可能）。第1弾のキングエクスカイザーと合体して「グレートエクスカイザー」を再現可能。この形態用のカイザーソードも付属する。
- シルバリオン（黄金勇者ゴルドラン、放映期間1995年2月4日 - 1996年1月27日）
  - トライランサーとトライシールドは付属しない。

### 第3弾
2014年11月発売。この弾には背景カードがおまけで付属する。背景カードの表は箱絵になっている。
またこの弾から誤飲などの注意を促すマークが玩具としては最高クラスの警告に改められた。
- 武装合体ファイバード（太陽の勇者ファイバード、放映期間1991年2月2日 - 1992年2月1日）
  - 火鳥勇太郎の合体ギミックはオミットされている。
- デュークファイヤー（勇者警察ジェイデッカー）
  - 第1弾のジェイデッカーと合体して「ファイヤージェイデッカー」を再現可能。
- マイトカイザー（勇者特急マイトガイン）
  - カイザーキャリアがオミットされている。第2弾のマイトガインと合体して「グレートマイトガイン」を再現可能。

### グレート合体セット
2015年7月発売。ロボットの顔の部分には彩色が施され、本体成型色とシールはニューカラーのメタリックバージョンにそれぞれ変更されている。シールは一部改良が加えられている。第3弾に付属したものと同じ形式のカード3枚付属する。組み立て説明書は両面印刷の紙が2枚入っており、箱の内側はグレート合体の説明になっている。
- グレートエクスカイザーセット（勇者エクスカイザー）
  - 第1弾のキングエクスカイザーと第2弾のドラゴンカイザーとのセット品。
- グレートマイトガインセット（勇者特急マイトガイン）
  - 第2弾のマイトガインと第3弾のマイトカイザーとのセット品。
- ファイヤージェイデッカーセット（勇者警察ジェイデッカー）
  - 第1弾のジェイデッカーと第3弾のデュークファイヤーとのセット品。